# 全国外大連合
全国外大連合（ぜんこくがいだいれんごう、英称:The Consortium of foreign studies in Japan）は、大学の日本語名に「外国語」ないし「外語」という言葉を含む、日本にある大学の間で、世界諸地域の言語と文化・社会に関する専門学術を教授し、国際社会の一員として世界に貢献しうる「多言語グローバル人材」を育成することを共通の基本理念として2014年6月6日に締結された憲章である。

## 沿革
- 1997年 - 東京外国語大学の当時の中嶋嶺雄学長の呼びかけにより、日本にある「外国語（外語）大学」と名のついた大学による会議「全国外大学長会議」が開催される。それ以来、年に一度のペースで開催されている。
- 2014年6月 - 全国外大連合憲章を締結
- 2015年2月 - 全国外大連合通訳ボランティア支援事務局を神田外語大学内に発足
- 2015年8月 - 「第1回通訳ボランティア育成セミナー」を開催
- 2015年10月 - ラグビーワールドカップ2019組織委員会との間で人的および教育、研究の分野等で相互に連携・協力体制を構築することを目的とした協定を締結
- 2016年2月 - 「第2回通訳ボランティア育成セミナー」を開催
- 2016年6月 - 平昌2018冬季オリンピック・パラリンピック組織委員会との間でボランティア協力等の協定を調印
- 2016年12月 - 「第3回通訳ボランティア育成セミナー」を開催
- 2017年2月 - 「第4回通訳ボランティア育成セミナー」を開催
- 2017年2月 - 2017冬季アジア札幌大会で学生86名が通訳ボランティアとして活躍
- 2017年9月 - 「第5回通訳ボランティア育成セミナー」を開催
- 2017年9月 - 「2018平昌冬季オリンピック通訳・運営ボランティアプログラム」を開催
- 2017年11月- ワールドマスターズゲームズ2021関西組織委員会との間で通訳ボランティアの派遣等に関する連携協定を締結
- 2018年2月 - 平昌2018冬季オリンピックへ大会ボランティアとして、学生約100名を送り、大会運営を支援
- 2018年7月 - ラグビーワールドカップ2019組織委員会との共催により、「ラグビーワールドカップ2019国際交流入門講座」を全国12都市で開催
- 2018年8月 - 「第6回通訳ボランティア育成セミナー」を開催

## 憲章締結大学
- 関西外国語大学
- 神田外語大学
- 京都外国語大学
- 神戸市外国語大学
- 東京外国語大学
- 長崎外国語大学
- 名古屋外国語大学